# 光塩女子学院初等科
光塩女子学院初等科（こうえんじょしがくいん しょとうか）は、東京都杉並区高円寺南二丁目にある私立の女子小学校である。

## 概要
創立は、メルセス宣教修道女会の修道女・福者マドレ・マルガリタが、1931年（昭和6年）に設立した光塩学院女学校にはじまる。
同じ敷地内に、光塩女子学院中等科・高等科が存在。幼稚園として、光塩幼稚園・光塩日野幼稚園があり、幼稚園からそのまま入学する生徒も多い。また、姉妹校として、山口県萩市に萩光塩学院がある。

## 教育基本方針
あなたがたは世の光、地の塩である（マタイ福音書の5章13節から16節「地の塩、世の光」より）

## 沿革
- 1931年、光塩女学校を開校

ベリス・メルセス宣教修道女会の会章。光塩女子学院の校章にもそのまま採用されている。

- 1947年、光塩女子学院と改称し、高等科・中等科・初等科を設置
- 1955年、光塩女子学院幼稚園を開園
- 1968年、日野幼稚園を開園

## 制服
冬服は、紺のジャンパースカート・長袖白ブラウス・灰色と紺の縞模様のネクタイ・白ハイソックス・茶色のローファー又はＴ字のストラップ付きの茶色の靴・紺のベレー帽
夏服は、紺の吊りスカート・半袖白ブラウス(校章入り)(吊りスカートの上から着る)・灰色と紺の縞模様のネクタイ・白ソックス・茶色のローファー又はＴ字のストラップ付きの茶色の靴・白い帽子

## 校則
- 携帯電話およびiPodなどの電子機器持ち込み禁止
- 菓子やペットボトルの持ち込み禁止
- 外泊禁止・繁華街に生徒のみでの行動禁止
- 学校指定以外の服装・かばんの禁止
- シャーペンなども学校指定

## アクセス
- 東京メトロ丸ノ内線東高円寺駅から徒歩7分。同じく新高円寺駅から徒歩10分。
- JR中央線高円寺駅から徒歩12分。

## 著名な出身者
- 有吉玉青 - 作家
- 島峰藍 - デザイナー、2020東京五輪招致ロゴマークをデザイン
- 山本紗衣 - ミュージカル俳優
- 竹内優月 - 女流棋士[1]

小林エリカ - 漫画家、作家、エスペランティスト
- さーたり - 漫画家、医師
- 福永百子 - 音楽家、作曲家
- 福田裕子 - 脚本家
- 竹内優月 - 女流棋士